# Tongkat
Tongkat is een boek geschreven door Peter Verhelst. Het boek kreeg de Gouden Uil 2000. Het werd uitgegeven door Prometheus, eveneens de naam van een van de hoofdpersonages.
Het boek heeft de ondertitel 'een verhalenbordeel'. Het is sprookjesachtig en bezit inderdaad een overvloed aan verhalen. De 'tongkatten' in het verhaal zijn vrouwen die hun verhalen verkopen in plaats van hun lichaam.
Verhelst is geen eenvoudige literatuur, omdat het verhaal in een poëtische stijl verteld wordt.

## Commentaar van de schrijver
Verhelst in een interview met Humo: Mijn romans willen de lezer meeslepen door hem een veelvoud aan mogelijkheden aan te bieden. Het heeft me bloed, zweet en tranen gekost Tongkat net niet te doen kloppen. Diverse verhaallijnen lijken samen te komen en vanuit verschillende standpunten één verhaal te vertellen.

## Enkele citaten
- Waarom? Daarom. Daarom is geen antwoord. Onzin, waarom is geen vraag.
- We weten dat ze ons verwachten. Daar. Binnen die muren met hun geweren. Maar we weten ook dat wij meer lichamen hebben dan zij kogels.
- Wie zijn diepste angsten in de ogen kijkt, sterft.
- Neem het licht weg en de dingen verdwijnen.